# Vito Bratta
Vito Bratta (* 1. Juli 1961) ist ein US-amerikanischer Gitarrist und Songwriter.
Er wurde bekannt durch seine Zusammenarbeit mit Mike Tramp, James Lomenzo und Greg D’Angelo von 1983 bis 1992 als Gitarrist und Songwriter der amerikanischen Rockband White Lion. Vitos origineller Stil hat großen Wiedererkennungswert und zeichnete sich durch unorthodoxes Rhythmusspiel und komplexe, melodiöse Soli aus. Dies bescherte ihm weltweit eine große Fangemeinde und auch mehrere Auszeichnungen, darunter „Best New Guitarist“ im Jahr 1988 durch das „Guitar World Magazine“. Er selbst nennt Eddie Van Halen als seinen Haupteinfluss. Vor White Lion spielte er weitgehend erfolglos in der Band Dreamer.
Nach der Auflösung von White Lion produzierte Vito noch ein Album für die Band CPR bei Atlantic Records. Trotz seines Kultstatus konnte Vito nach 1994 in der Musikindustrie nicht mehr Fuß fassen und gab die professionelle Musik auf.
Im Jahre 2003 versuchte Mike Tramp, der ehemalige Sänger von White Lion, eine Reunion der Band mit Vito Bratta. Doch der Versuch scheiterte am Unwillen Brattas. Tramp organisierte eine Gruppe unbekannter Musiker und nannte die Band „Tramp’s White Lion“. Er brachte ein Album heraus - Rockin’ in the USA 2005. Danach wurde die Band aufgelöst und Tramp sagte, wegen Vitos fehlender Bereitschaft, mitzuwirken, werde es nie mehr eine Reunion geben.